# حقل شادكان النفطي
حقل شادكان النفطي (بالفارسية: میدان نفتی شادگان) هو حقل نفط إيراني يقع في محافظة خوزستان جنوب غرب مدينة الأهواز. اكتُشف في سنة 1968 وبدأ بالإنتاج في سنة 1988. يبلغ طول الحقل 23 كم وعرضه 6 كم ويتضمن خزانين، ويحتوي الحقل حاليًا على 20 بئرًا وبَلَغ إنتاجه اليومي حوالي 69.000 برميل. والحقل مملوكٌ للشركة الوطنية الإيرانية للنفط (NIOC) وتديره الشركة الوطنية الإيرانية لنفط الجنوب (NISOC).